# Economia de Letònia

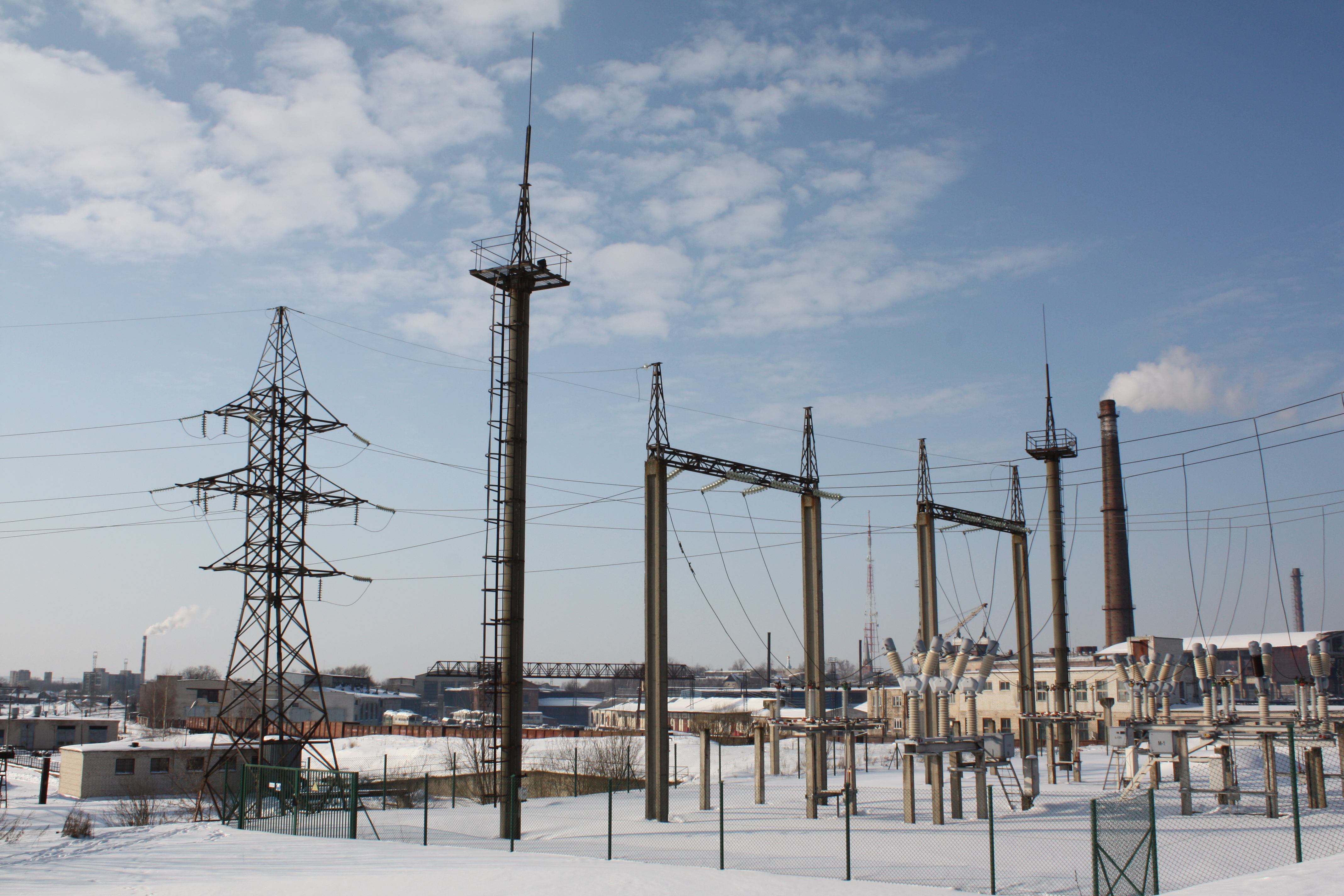
Subestació d'electricitat de Čerepova, Daugavpils.

L'economia de Letònia va créixer més de 10% entre 2006 i 2007 però va entrar en recessió l'any 2008, com a resultat d'un dèficit pressupostari insostenible i un gran deute extern. Amb la fallida del segon major banc del país, l'economia va contreure 18% el 2009. El país va ser un dels més afectats per la crisi, però per fer part de la zona euro a l'ocasió, no va atreure atenció dels mitjans d'informació.
A partir de 2010, la situació va millorar i en 2012, l'economia letona va créixer el 5,6%, encara que no s'han recuperat els valors previs a la crisi. El Fons Monetari Internacional va destacar a Letònia com a exemple de l'èxit de les polítiques econòmiques anticrisi basades en la retallada de despeses.
La majoria dels bancs i empreses ja va ser privatitzada. El país podia adoptar l'Euro com moneda ej 2012 i ho va fer l'1 de gener de 2014.